# Windy Glacier
Der Windy Glacier (englisch; polnisch Wietrzny Lodowiec ‚Windiger Gletscher‘) ist ein Gletscher auf King George Island im Archipel der Südlichen Shetlandinseln. Er liegt zwischen dem Red Hill und dem Hügel Bastion.
Polnische Wissenschaftler benannten ihn 1980.